# Karl-Axel Ekbom
Karl-Axel Ekbom (23 de septiembre de 1907, Gotemburgo-15 de marzo de 1977, Uppsala ) fue un neurólogo sueco. Es principalmente conocido por su descripción detallada del síndrome de piernas inquietas (SPI).
Ekbom comenzó sus estudios de medicina en Estocolmo en 1928 y obtuvo su licencia en 1934. Recibió el título de Doctor en Medicina en 1945. Después de trabajar en el Instituto Karolinska de 1945 a 1958, se convirtió en profesor de Neurología en la Universidad de Uppsala, donde trabajó hasta 1974.
Se publicó la tesis doctoral de Ekbom "Síndrome de piernas inquietas: un estudio clínico de una enfermedad de las piernas hasta ahora ignorada, caracterizada por parestesia peculiar ("anxietas tibiarum"), dolor y debilidad, que se presenta en dos formas principales, astenia crurum paraesthetica y astenia crurum dolorosa". en 1944 o 1945.  Introdujo el término de la enfermedad y describió cómo diagnosticarla. Por esto recibió el Premio Lennmalms sueco en 1949. El primer informe de caso de SPI fue publicado por Thomas Willis en 1685.  El SPI también ha sido denominado síndrome de Willis-Ekbom y síndrome de Wittmaack-Ekbom .
Ekbom describió el síndrome de parasitosis delirante. La afección se ha denominado síndrome de Ekbom .